# Орлов, Андрей (шахматист)
Андрей Орлов (род. 19 марта 1977) — российский шахматист, гроссмейстер (2008).
Победитель турнира в Баден-Бадене (2010). Призёр командных чемпионов Нидерландов (2011/2012, 2012/2013).

## Изменения рейтинга
| Графики недоступны из-за технических проблем. См. информацию на Фабрикаторе и на mediawiki.org. |